# Протезирование (стоматология)
Стоматологическое протезирование — раздел стоматологии, который занимается восстановлением тканей зуба, замещением утраченных зубов, восстановлением структуры и функции жевательного аппарата.

## Классификация
По характеру фиксации в полости пациента протезирование отсутствующих зубов разделяется на три вида:
- Несъёмное протезирование — это восстановление отсутствующих зубов (либо части одного зуба) несъёмными протезами, которые жёстко и окончательно фиксируются в полости рта пациента стоматологом и носятся пациентом постоянно. Фиксация таких протезов осуществляется обычно за счёт специальных стоматологических цементирующих материалов, прочно соединяющих опорные части изготовленного протеза с сохранившимися зубными коронками или корнями зубов. Несъёмными протезами возможно замещение как единичных, так и значительных дефектов зубного ряда. Чаще всего несъёмные протезы подбираются, если восстанавливаются зубы, идущие подряд[1]. К несъёмному протезированию зубов относят:

1. пломбы
2. Микропротезирование зубов: вкладками, штифтовыми зубами, адгезивными мостами.
3. Протезирование зубов коронками;
4. Протезирование зубов мостовидными протезами.

- Съёмное протезирование — восстановление отсутствующих у пациента зубов путём изготовления съёмных протезов. Съёмными зубными протезами обычно замещается значительный дефект зубного ряда, когда на челюсти отсутствует большая часть или все зубы. Однако в некоторых случаях съёмные протезы изготавливают для небольших дефектов зубного ряда. Съёмные зубные протезы условно можно разделить на виды групп полного и частичного протезирования. К этим видам относят:

1. Частичные съёмные протезы;
2. Условно-съёмные протезы;
3. Полные съёмные протезы.

- Комбинированное протезирование — протезирование ортопедическими изделиями, состоящими из элементов частей съёмного и несъёмного протезирования.

## Несъёмное протезирование
Наиболее известными несъёмными ортопедическими конструкциями являются: одиночные коронки, мостовидные протезы, вкладки, штифтовые литые культевые вкладки, виниры и люминиры. Такие конструкции фиксируются на специально подготовленную поверхность тканей протезного ложа при помощи специальных цементов, являющихся связующим звеном между реставрацией и тканями зуба, и заполняющий технологические зазоры конструкции.
Основные материалы производства зубных коронок:
- Металлокерамика, включая коронки на каркасе из драгоценных и полудрагоценных металлов
- Литые коронки
- Штампованные металлические коронки
- Коронки на каркасе из диоксида циркония и оксида алюминия
- Прессованные цельнокерамические коронки
- Пластмассовые и металлопластмассовые коронки
- Композитные и металлокомпозитные коронки
- Диоксид циркония

Коронки принято разделять на временные и постоянные. Временные коронки изготавливаются на срок от 2 недель до 8 месяцев, для восполнения эстетики и нормализации жевания. Длительное ношение таких коронок часто ведет к ухудшению гигиены и воспалительным явлениям со стороны мягких тканей, окружающих временную пластмассовую коронку, поэтому на более длительный срок рациональнее изготавливать металлокомпозитные и металлопластмассовые коронки, имеющие лучшую краевую адаптацию к уступу культи зуба.
Несъёмные конструкции бывают трёх видов:
- Коронки. Это название несёт в себе следующий смысл. Конструкция является заменой полуразрушенного зуба, которая ставится сверху на пролеченный зуб и выполняет его функции, при этом препятствуя разрушению. Спайка нескольких коронок, установленная на несколько соседних зубов называется мостовидной коронкой, и суть у неё та же, что и у коронки на один зуб. Это протезирование зубов металлокерамикой, металлом, керамикой, диоксидом циркония и оксидом алюминия.
- Мостовидные протезы. Актуально ставить такие протезы, когда имеет место отсутствие нескольких зубов подряд. Это спаянные между собой коронки, только они не оберегают ранее поврежденные зубы, а заменяют утраченные.
- Микропротезирование. Это вкладки, виниры, люминиры и т. п.

## Съёмное протезирование
Полные съёмные протезы применяются при протезировании беззубых челюстей. Чаще всего такие протезы изготавливаются из акриловых пластмасс, с применением постановки искусственных гарнитурных зубов, сами зубы могут быть изготовлены из керамики и из пластмассы, керамические зубы более долговечны. Полные съёмные пластиночные протезы удерживаются за счёт точного прилегания базиса к тканям протезного ложа. На верхней челюсти, при благоприятных условиях и правильных границах базиса полного съёмного пластиночного протеза, часто удается добиться хорошей фиксации, за счёт создания замыкающего клапана, создающего отрицательное давление между базисом протеза и тканями протезного ложа. На нижней челюсти, такие протезы традиционно неудобны, в связи с худшими условиями для фиксации базиса протеза нижней челюсти. Так полные съёмные протезы нижней челюсти удерживаются лишь за счёт механической ретенции, улучшению фиксации может способствовать применение специальных адгезивных кремов и паст, улучшающих ретенцию конструкции. Поэтому рекомендуют в первую очередь ставить имплантаты на нижнюю челюсть.
Частичные съёмные зубные протезы показаны при концевых и протяженных включенных дефектах зубного ряда. Конструкция частичного съёмного протеза предусматривает наличие опорных зубов и применение различных систем крепления протеза, при этом жевательное давление как на опорные зубы, так и на ткани беззубого протезного ложа.

### Основные разновидности конструкций частичных съёмных протезов
- Дуговые или бюгельные протезы, имеющие литой каркас и акриловый базис съёмной части.
- Пластиночные зубные протезы, выполненные полностью из акриловой пластмассы и пластиночные протезы с металлическим базисом.
- Малые седловидные протезы, применяемые при односторонних концевых и включенных дефектах зубного ряда.
- Нейлоновые протезы

По типу фиксации такие протезы принято разделять на
- Кламмерная фиксация — бывают металлические, пластмассовые и ацеталовые кламмера
- Замковая фиксация
- Телескопическая фиксация
- Крепление протезов с помощью пелотов

### Основные проблемы съёмного протезирования
К основным проблемам съёмного протезирования можно отнести частую необходимость покрывать коронками здоровые опорные зубы, для использования их для опоры съёмной части бюгельного протеза с замковой фиксацией, а также во избежание механического воздействия кламмера на ткани опорного зуба приводящего к дефекту последнего. Объём базиса протеза приводит к различным неудобствам, таким как временное нарушение дикции или возникновение рвотного рефлекса. Также пациенты часто отмечают естественную микроподвижность бюгельного протеза. Длительное ношение съёмных протезов усугубляет атрофию костной ткани беззубого участка челюсти, препятствующую в дальнейшем имплантации зубов. Съемные протезы передают жевательное давление через слизистую десны, и не могут полностью восстановить жевательную эффективность, так как десна физиологически не приспособлена к жевательным нагрузкам.

## Условно-съёмное протезирование
Условно-съёмные зубные протезы представляют собой протяженный мостовидный протез, который может быть снят на короткое время для проведения личной гигиены. Такие протезы, как правило, имеют замковую или телескопическую фиксацию. Примером такой конструкции является дуговой мостовидный металлокерамический протез с телескопическим креплением на имплантатах при комплексной реабилитации полной потери зубов с равномерно выраженной атрофией альвеолярного отростка.
Принято считать, что протезирование несъёмными ортопедическими конструкциями показано при одиночной потере зубов, при дефектах зубного ряда малой протяжённости, включенных дефектов зубного ряда. При множественной потере зубов и дефектах большой протяженности применение мостовидных протезов, опирающихся на зубы не оправдано в связи с функциональной перегрузкой последних. В такой ситуации показано съёмное протезирование или имплантация.
Показания к протезированию зубов могут быть не только лечебными, но и косметическими.

## Восстановление тканей
Поскольку возможные технические варианты замены зуба не восстанавливают функций зубного аппарата полностью, в научной среде начались поиски способов выращивания зубов из зачатков. У человека их количество ограничено. В 2015 году исследователям из японского Института физико-химических исследований совместно с коллегами из Токийского медико-стоматологического университета удалось вырастить несколько новых зубов из зачатка зубной ткани мышей, разделив зачаток надвое, а затем имплантировать полученные зубы в челюсть мыши.

## Бесплатное протезирование зубов
В России на бесплатное протезирование зубов имеют право военные пенсионеры, Герои СССР и России, полные кавалеры ордена Славы, герои Социалистического труда СССР, герои труда России, полные кавалеры ордена Трудовой Славы.
На Украине имеют право на бесплатное протезирование зубов — инвалиды войны и участники АТО, участники боевых действий; пенсионеры по возрасту; чернобыльцы 1-й и 2-й категорий и их вдовы; инвалиды 1-й и 2-й категорий; ветераны воинской службы; ветераны органов МВД и их вдовы; почётные доноры Украины.

## Кремы для фиксации зубных протезов
Существуют кремы для фиксации съёмных зубных протезов, такие как: «Корега», «Протефикс» и другие.

## Средства для очистки зубных протезов
Существуют таблетки для очистки съёмных зубных протезов от зубного налёта, который может привести к стоматиту и к образованию зубного камня.
Существуют специальные мягкие щётки и пасты для съёмных зубных протезов.
Можно очищать зубные протезы от зубного камня с помощью лимонной кислоты, также с помощью ультразвуковой ванны.